# افسانه کرت
افسانهٔ کرت (Keret)، که به نام حماسهٔ کرت نیز شناخته می‌شود، یک حماسهٔ کهن اوگاریتی است، که به عصر برنز، حدود ۱۵۰۰ تا ۱۲۰۰ پیش از میلاد، برمی‌گردد. این حماسه داستان اسطوره‌ای شاه کرت از هوبور را روایت می‌کند و یکی از متون اوگاریتی است.
در این افسانه، کرت فرزند خدای بزرگ ال است، اما فردی بدبخت به‌شمار می‌رود. او هفت بار بیوه شده و هیچ فرزند بازمانده‌ای ندارد. همهٔ برادرانش را از دست داده و آخرین عضو بازمانده از خانوادهٔ خود است. او از پدرش درخواست ارث می‌کند، و ال به او فرمان می‌دهد که به یک پادشاهی دیگر حمله کند و شاهدخت آن سرزمین را به‌عنوان همسرش مطالبه کند. کرت در جنگ پیروز می‌شود و از همسر جدیدش چندین فرزند به دنیا می‌آورد.
اما او با زیر پا گذاشتن وعده‌ای به ایزدبانو اشیره، خشم او را برمی‌انگیزد و به بیماری دچار می‌شود. ال برای درمان پسرش مداخله می‌کند. سپس کرت با بزرگ‌ترین پسرش، که می‌خواهد او از سلطنت کناره‌گیری کند، روبه‌رو می‌شود. کرت پسرش را نفرین می‌کند، اما پایان داستان در لوح‌های بازیافته گم شده است.
این داستان به‌نظر می‌رسد شباهت‌هایی با افسانهٔ هلن در ایلیاد دارد. همچنین شباهت‌هایی با رابطهٔ میان یهوه/ال و ابراهیم در سفر پیدایش دارد، به‌ویژه در بخش‌هایی که خدای بزرگ خود شخصاً به مردی بی‌فرزند وعدهٔ فرزندی می‌دهد و در جنگ به او یاری می‌رساند.

## تاریخچه
این حماسه بر روی سه لوح گلی مستطیل‌شکل ثبت شده که توسط تیمی از باستان‌شناسان فرانسوی در اوگاریت، جمهوری نخست سوریه، در سال‌های ۱۹۳۰–۱۹۳۱ کشف شد. این متن به خط میخی اوگاریتی، یک خط میخی ابجدی نوشته شده است. (هرچند این خط ظاهری مشابه خط میخی بین‌النهرینی دارد، اما هیچ ارتباط مستقیمی با آن ندارد)
همهٔ لوح‌های بازیافته در وضعیت خوبی نبودند و برخی از آن‌ها، که شامل پایان داستان بودند، آسیب دیده یا گم شده‌اند. این لوح‌ها توسط ایلیمیلکو، یک کاهن بزرگ و کاتب، نوشته شده‌اند. او همچنین نویسندهٔ اسطورهٔ بعل-علیان (بخشی از چرخه بعل) و داستان اقحت، دو حماسهٔ مشهور دیگر اوگاریتی کشف‌شده در راس شمرا، بوده است.

## ترجمه‌ها
ترجمهٔ اولیهٔ فرانسوی این لوح‌ها توسط باستان‌شناس فرانسوی شارل وی‌رولو در قالب یک تک‌نگاری در سال ۱۹۳۶ منتشر شد. و سپس در مجلهٔ Syria چاپ شد.
تعداد زیادی ترجمهٔ دیگر به زبان‌های مختلف نیز پس از آن منتشر شد. از جمله، ترجمه‌های هارولد لوئیس گینزبرگ (۱۹۴۶)، آندری هردنر (۱۹۶۳)، سایروس اچ. گوردون (۱۹۷۷)، جی. سی. ال. گیبسون (۱۹۷۸)، مایکل کوگان (۱۹۷۸)، و ادوارد گرینشتاین (۱۹۹۷).
لوح‌های حماسهٔ کرت در موزه ملی حلب، سوریه، نگهداری می‌شوند.

## درون‌مایهٔ افسانهٔ کرت در الواح
در افسانهٔ کرت، شاه کرت از سرزمین هوبور، با آنکه فرزند خدای بزرگ، ال، خوانده می‌شد، سرنوشتی اندوه‌بار و تیره داشت. او هفت همسر داشت، اما همهٔ آنان یا در زایش جان باختند، یا به بیماری گرفتار آمدند، یا او را ترک کردند، و کرت را هیچ فرزندی نماند. مادرش هشت پسر زاده بود، اما تنها کرت از میان آنان زنده ماند و هیچ خویشاوندی نداشت تا جای او را بگیرد. او خاندان خویش را در آستانهٔ ویرانی می‌دید.
کرت در درگاه خدایان نیایش کرد و بر بخت سیاه خویش زاری سر داد. در خواب، خدای بزرگ ال بر او پدیدار شد و کرت از او خواست که فرزندی برایش بخشد. ال به او فرمان داد که به جنگ با پادشاهی اودوم برخیزد و دختر شاه پوبالا از آن دیار را به همسری طلب کند، و از گرفتن سیم و زر به‌جای صلح خودداری ورزد.
کرت سخن ال را پذیرفت و با سپاهی بزرگ رهسپار اودوم شد. در راه، در پیشگاه پرستشگاه ایزدبانوی دریا، اشیره، ایستاد و به او نیایش کرد و پیمان بست که اگر در این کارزار پیروز شود، هدایای فراوانی از زر و سیم به او پیشکش کند.
کرت شهر اودوم را در محاصره گرفت و سرانجام پیروز شد و شاه پوبالا را واداشت که دخترش، و در برخی روایت‌ها، نواده‌اش هاریا را به او به زنی دهد. کرت و هاریا با یکدیگر پیوند زناشویی بستند و دو پسر و شش دختر یافتند. اما کرت پس از آن، پیمانی را که با اشیره بسته بود، فراموش کرد و هدایای زر و سیم را به او نداد.
(در اینجا، داستان به دلیل آسیب دیدن لوح‌ها دچار گسستگی می‌شود. و زمانی که داستان ادامه می‌یابد، فرزندان کرت به بلوغ رسیده‌اند)
اشیره، که از شکستن پیمانش به خشم آمده بود، او را به بیماری مرگباری گرفتار ساخت. خاندان کرت بر بالین او زاری کردند و برای نجاتش به نیایش پرداختند. پسر کوچک او، الهو، گلایه کرد که چگونه می‌شود مردی که فرزند خدای بزرگ ال خوانده می‌شود، به مرگ سپرده شود. کرت از خدایان خواست که تنها دخترش، تاتمانات، که ایمانش از همه پرشورتر بود، برای او نیایش کند.
تاتمانات به درگاه خدایان زاری کرد و نیایش سر داد. زمین نخست خشک و بایر شد، اما سرانجام بارانی سنگین آن را سیراب ساخت.
در این میان، خدایان بر سر سرنوشت کرت به گفت‌وگو نشستند. ال، پس از آگاهی از پیمان‌شکنی کرت با اشیره، به پشتیبانی از او برخاست و گفت که پیمان او با اشیره ناعادلانه بوده و نباید به آن پایبند باشد. سپس پرسید که آیا هیچ‌یک از دیگر خدایان می‌تواند کرت را درمان کند، اما هیچ‌کدام پاسخ ندادند.
ال خود دست به کار شد و با جادوی ایزدی خویش زنی بال‌دار به نام شاتیقاتو پدیدآورد که توانایی درمان داشت. شاتیقاتو تب کرت را فرونشاند و بیماری‌اش را درمان کرد. کرت در دو روز بهبود یافت و بار دیگر بر تخت پادشاهی نشست.
اما آنگاه پسر بزرگش، یاسوب، نزد او آمد و او را به سستی و ناتوانی در فرمانروایی متهم کرد و خواست که کرت از تاج و تخت کناره گیرد. کرت به خشم آمد و یاسوب را نفرین کرد و از هورونو، سرور دیوان، خواست که جمجمهٔ یاسوب را در هم بشکند.
(در اینجا، داستان بار دیگر گسسته می‌شود و پایان متن از میان رفته است)
هرچند سرانجام این افسانه ناشناخته است، بسیاری از دانشوران بر این باورند که در پایان، کرت همهٔ فرزندانش را جز یک دختر از دست می‌دهد، که تنها وارث او می‌شود.

## بررسی و تفسیر
از زمان کشف در اوایل دههٔ ۱۹۳۰، افسانهٔ کرت همواره موضوع پژوهش‌های گستردهٔ علمی بوده و به شکل‌گیری مجموعه‌ای از تفسیرها و قیاس‌های گوناگون (و گاه متضاد) انجامیده است.
بیشتر پژوهشگران بر این باورند که کرت یک شخصیت کاملاً اسطوره‌ای است، هرچند این امکان وجود دارد که برخی جنبه‌های این افسانه دارای ریشه‌های تاریخی باشد.
سایروس اچ. گوردون اظهار داشته است: «این افسانه، تم هلن در ایلیاد و سفر پیدایش را پیش‌بینی می‌کند و بدین‌سان پلی میان این دو سنت ادبی ایجاد می‌کند.»
افزون بر پژوهش‌های ادبی کهن، حماسهٔ کرت به‌طور مکرر در زمینهٔ مطالعات کتاب مقدس و پژوهش در تاریخ ادیان و مذاهب مورد بررسی قرار گرفته است. فرانک مور کراس میان این افسانه (و افسانهٔ اقحت) و رویدادهای مختلف داستان ابراهیم شباهت‌هایی یافته است: همچون کرت، ابراهیم نیز توسط یهوه/ال برکت می‌گیرد Genesis 12:1–3، رؤیایی دریافت می‌کند که در آن به او وعدهٔ داشتن پسری داده می‌شود Genesis 15:1–5 و در یک لشکرکشی از یاری خداوند بهره‌مند می‌شود Genesis 14:13–29.